# Parașutism
Parașutismul reprezintă o activitate care implică căderea de la o înălțime de la o sută până la câteva mii de metri - de obicei dintr-un avion, dar se poate folosi orice altă aeronavă - și apoi atingerea suprafeței Pământului (sol sau lichid) în timp ce căderea este încetinită de o parașută.
După ieșirea din aeronavă, parașutistul se află în cădere liberă pentru o durată mai mult sau mai puțin lungă, în funcție de mai mulți parametri: disciplina practicată, înălțimea de la care a fost lansat și altitudinea relativă de deschidere a parașutei. El poate efectua figuri singur (acrobații aeriene, zbor liber) sau cu alți parașutiști (zbor relativ) în timpul căderii și/sau sub parașută (parașută de contact), înainte de a reveni la suprafața Pământului pilotând parașuta pentru a ateriza la locul planificat.
Primul salt cu parașuta din istorie a fost realizat pe 22 octombrie 1797 de francezul André-Jacques Garnerin deasupra Parcului Monceau din Paris. El a folosit o parașută de mătase pentru a coborî aproximativ 910 m dintr-un balon cu aer cald. Pe 12 octombrie 1799, eleva și viitoarea sa soție, Jeanne Labrosse, a devenit prima femeie parașutistă, prima persoană care a sărit cu o parașută perforată în centru, precum și prima femeie pilot de balon. Pe 11 octombrie 1802, ea a depus, în numele soțului ei, brevetul nr. 195 pentru dispozitivul numit parașută, destinat să încetinească căderea coșului unui balon după explozia acestuia.
Dezvoltarea avionului la începutul secolului al XX-lea le-a oferit parașutiștilor o nouă modalitate de a sări, așa cum au demonstrat pionierii Albert Berry și Grant Morton în jurul anilor 1911-1912 (datele nu sunt bine definite). Apoi, în 1919, Leslie Irvin a realizat primul salt cu deschidere manuală a parașutei în timpul căderii.
Parașutismul este practicat ca activitate recreativă și sport competitiv și este considerat pe scară largă un sport extrem din cauza riscurilor implicate.